# Piotr Orsłowski
Piotr Orsłowski (ur. 16 sierpnia 1974 w Jeleniej Górze) – polski saneczkarz, bobsleista, olimpijczyk z Nagano 1998.
W trakcie kariery sportowej reprezentował klub KS Śnieżka Karpacz (lata 1985-2000). Jako junior w sezonie 1993/1994 wywalczył tytuł mistrza Polski juniorów w dwójce (partnerem był Norbert Foltin).
Uczestnik mistrzostw świata w dwójce (partnerem był Robert Mieszała). Polska osada zajęła 9. miejsce.
Na igrzyskach w Nagano wystartował w dwójkach (partnerem był Robert Mieszała). Polska osada zajęła 15. miejsce.